# Sechrist Ridge
Sechrist Ridge är en bergstopp i Antarktis. Den ligger i Östantarktis. Nya Zeeland gör anspråk på området. Toppen på Sechrist Ridge är 930 meter över havet.
Terrängen runt Sechrist Ridge är huvudsakligen kuperad. Trakten är obefolkad. Det finns inga samhällen i närheten. 